# Knut I. (Schweden)

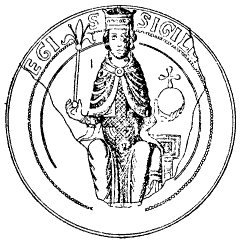
Siegel von Knut Eriksson

Knut I. (* vor 1150; † 8. April 1196), in Schweden Knut Eriksson genannt, war von 1167 bis 1196 König von Schweden.

## Herkunft
Knut I. Eriksson stammte in männlicher Linie von einem Jedward ab. Nach einer literarischen Quelle könnte dies Jedvard Bonde – möglicherweise aus Uppland – gewesen sein. Diese Vermutung wird allerdings durch historische Schriften nicht gestützt. Die von Jedvard ausgehende Dynastie wurde jedoch nicht nach diesem, sondern nach Knuts Vater Erik IX. Jedvardsson dem Heiligen, König von Schweden 1156–1160, der als Schutzheiliger Schwedens gilt, als Eriksgeschlecht bezeichnet.
Knuts Mutter war Kristina Björnsdotter, eine Tochter des dänischen Prinzen Björn Haraldsen, genannt Eisenseite († 1134) und der Katarina Ingesdotter, einer Tochter von Inge I. Stenkilsson König von Schweden 1060–1084. Durch diese entstand eine dynastische Verbindung zu dem Haus Stenkil und auch zu der noch früher in Schweden regierenden Dynastie, die auf Erik VIII. den Siegreichen König von Schweden bis 995, zurückgeht.

## Leben

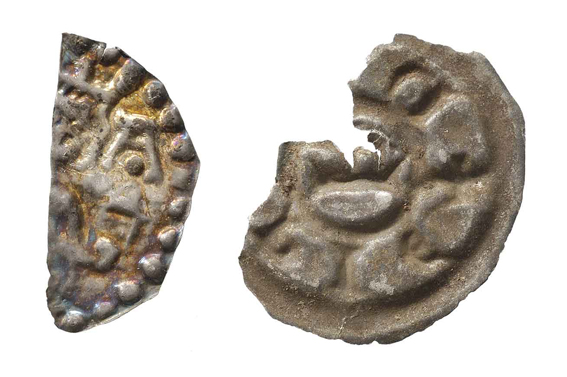
Münzen von Kullkyrkan Knut Eriksson (links). Knut Långe (rechts)

Knut Eriksson überfiel am 12. April 1167 den regierenden König von Schweden, Karl VII. Sverkersson, seinen Cousin zweiten Grades, auf Visingö, tötete ihn und übernahm den schwedischen Thron. In der Folgezeit musste er diesen gegen Kol und Burislev den Jüngeren, die auch den Königsnamen führten, aber nie das Reich gewannen, verteidigen. Sie waren wohl Söhne des 1153/54 ermordeten Jarls Johan Sverkerssonn, des Sohnes von König Sverker d. Älteren, möglicherweise aber auch Sverkers Söhne mit seiner zweiten Frau Rikissa von Polen. Burislev scheint 1169 getötet worden zu sein, während Kol nicht vor 1173 fiel, offenbar in der Schlacht bei Bjälbo in Östergötland.
Zwischen 1175 und 1180 schloss Knut einen Handelsvertrag mit Heinrich dem Löwen von Sachsen. Es wurden auch wieder Münzen geschlagen, erst Pfennige in Lödöse, dann Silbermünzen mit dem Bild seines Vaters in Sigtuna zur Förderung des Heiligenkultes für diesen.
1187 wurde Sigtuna von den Esten geplündert und Erzbischof Johannes getötet. Die Stadt wurde niedergebrannt. Diese Ereignisse führten zum Bau vieler Wehrkirchen, die aus dicken runden Türmen bestanden und Obergeschosse hatten, in die sich die Bewohner der Umgebung flüchten konnten. Stockholms Schloss wurde ebenfalls zu dieser Zeit gebaut. Auch das Schloss Kalmar geht auf einen Verteidigungsturm zurück, den Knut Eriksson 1180 zum Schutz gegen Piraten und andere Feinde, die von der See her die Stadt bedrohten, erbauen ließ.
Knut wollte den Thron für seinen ältesten Sohn sichern. Ein päpstliches Schreiben mehrere Jahre vor seinem Tod bestätigte, dass Erik ihm auf dem Thron folgen sollte. Aber inzwischen war in Schweden das Wahlkönigtum eingeführt worden, und die Adligen kümmerten sich nicht um die Einmischung des Papstes in die Thronfolgefrage. 1196 folgte ihm daher Sverker II. auf dem Thron.

## Ehe und Nachkommen
Eigenartigerweise kennt man den Namen seiner Frau nicht. Möglicherweise war sie eine Schwester von Kol und Burislev und Tochter von Johann Sverker. Von einigen Forschern wird sie mit Cecilia Johansdotter identifiziert. Lange glaubte man aufgrund eines erhaltenen Papstbriefes, dass sich Knut von ihr scheiden lassen wollte. Nach dem Zweiten Weltkrieg tauchte in Spanien ein Dokument auf, dass sie todkrank versprach in ein Kloster zu gehen. Nun wollte der König das Zusammenleben wieder aufnehmen und bat den Papst darum, sie von ihrem Gelübde zu befreien. Auch in diesem Brief wird ihr Name nicht genannt.
Kinder:
- Erik X. Knutsson (1180–1216), König von Schweden 1208–1216, ⚭ Rikissa von Dänemark († 1220), eine Tochter von Waldemar I. von Dänemark (1157–1182). Mit seinem postum geborenen Sohn Erik XI. Eriksson „Läspe“ (der Lispelnde), König von Schweden 1224–1250, erlosch das Eriksgeschlecht in männlicher Linie.[2]
- Jon Knutsson, († 15. November 1205 in der Schlacht bei Älgarås (im Norden von Västergötland) gegen das Sverkergeschlecht)
- Knut Knutsson († 15. November 1205 in der Schlacht bei Älgarås)
- Joar Knutsson († 15. November 1205 in der Schlacht bei Älgarås)
- Sigrid Knutsdotter ⚭ Knut Birgersson; ihr Sohn war Magnus Broka.[7]